# Pravinwat Boonyong
Pravinwat Boonyong (tiếng Thái: ประวีณวัช บุญยงค์, sinh ngày 13 tháng 2 năm 1990), còn được biết với tên đơn giản Big (tiếng Thái: บิ๊ก) là một cầu thủ bóng đá người Thái Lan thi đấu ở vị trí trung vệ cho câu lạc bộ Giải bóng đá Ngoại hạng Thái Lan Ratchaburi Mitr Phol và đội tuyển quốc gia Thái Lan.

## Sự nghiệp quốc tế
Anh đại diện U-23 Thái Lan ở Đại hội Thể thao Đông Nam Á 2013. Pravinwat là một phần của đội hình Thái Lan ở Giải vô địch bóng đá Đông Nam Á 2014. Vào tháng 5 năm 2015, anh được triệu tập vào Thái Lan để thi đấu Vòng loại giải vô địch bóng đá thế giới 2018 khu vực châu Á với Việt Nam.

### Quốc tế
Tính đến 8 tháng 12 năm 2016
| Đội tuyển quốc gia | Năm  | Số trận | Bàn thắng |
| ------------------ | ---- | ------- | --------- |
| Thái Lan           | 2014 | 4       | 0         |
| Thái Lan           | 2015 | 2       | 0         |
| Thái Lan           | 2016 | 2       | 0         |
| Thái Lan           | Tổng | 8       | 0         |

### Bàn thắng quốc tế

#### U-23
| #  | Ngày                 | Địa điểm                         | Đối thủ   | Tỉ số      | Kết quả | Giải đấu                         |
| -- | -------------------- | -------------------------------- | --------- | ---------- | ------- | -------------------------------- |
| 1. | 22 tháng 11 năm 2013 | United Stadium, Thái Lan         | Brunei    | 1–0        | 2–0     | Giao hữu                         |
| 2. | 12 tháng 12 năm 2013 | Sân vận động Thuwunna, Myanmar   | Indonesia | 3–0 (pen.) | 4–1     | Đại hội Thể thao Đông Nam Á 2013 |
| 3. | 14 tháng 12 năm 2013 | Sân vận động Thuwunna, Myanmar   | Myanmar   | 1–1        | 1–1     | Đại hội Thể thao Đông Nam Á 2013 |
| 4. | 19 tháng 12 năm 2013 | Sân vận động Zayarthiri, Myanmar | Singapore | 1–0        | 1–0     | Đại hội Thể thao Đông Nam Á 2013 |

## Danh hiệu

### Câu lạc bộ
Bangkok Glass
- Cúp Hiệp hội Bóng đá Thái Lan (1): 2014

### Quốc tế
U-23 Thái Lan
- Sea Games  Huy chương Vàng (1); 2013

Thái Lan
- Giải vô địch bóng đá Đông Nam Á (2): 2014, 2016

### Cá nhân
- Vua phá lưới Sea Games (1): 2013